# David O'Hara
David O'Hara (Glasgow, 9 de Julho de 1965) é um ator britânico nascido na Escócia.
É filho de Marta e Patrick O'Hara, um trabalhador de construção civil. David apareceu em muitos filmes e séries de tv, incluindo a série estadunidense The District, a qual deixou após uma temporada para voltar para o Reino Unido.

## Filmografia
- Gotham (2014-2015)
- Harry Potter e as Relíquias da Morte - Parte 1 (2010)
- The Tudors (2009) serie de TV Parte 4
- Wanted (2008)
- Doomsday (2008)
- Nobody's Hero (2006)
- The Departed (2006)
- Tristan and Isolde (2006)
- Hotel Rwanda (2004)
- Stander (2003)
- Crossfire Trail (2001) (filme para a televisão)
- Made (2001)
- The District (2000 - 2001) (TV series)
- Oliver Twist (1997) (filme para a televisão)
- The Matchmaker (1997)
- The Devil's Own (1997)
- Prime Suspect 5: Errors of Judgment (1996) (filme para a televisão)
- Some Mother's Son (1996)
- Braveheart (1995)
- The Bridge (1992)
- Comfort and Joy (1984)